# Улица Струпа
Улица Стру́па (латыш. Strupā iela, дословно «Тупиковая») — улица в Видземском предместье Риги, в историческом районе Тейка. Ответвляется от Бривибас гатве в юго-восточном направлении; завершается тупиком, оформленным как небольшая круглая площадь с зелёной зоной в центре. С другими улицами не пересекается. На всём протяжении покрыта булыжником. Общая длина улицы — 101 метр.
Впервые упоминается в списке городских улиц в 1929 году под своим нынешним названием, которое никогда не изменялось.
Застройка сформирована 2-этажными зданиями, преимущественно начала 1930-х годов. Частный жилой дом № 1 (архитектор Т. Хермановский, 1930) признан памятником архитектуры государственного значения.